# 蒋和森
蒋和森（1928年—1996年），笔名蒋萌、蒋荷生，男，江苏海安人，中国古典文学研究家、作家，第七、八届全国政协委员。